# Csongrád-Csanád (županija)
Županija Csongrád-Csanád do 2020 županija Csongrád (madžarsko Csongrád-Csanád vármegye) je županija na jugu  Madžarske. Upravno središče županije je Szeged.

### Mestna okrožja
- Szeged  (sedež županije)
- Hódmezővásárhely

### Mesta in večji kraji
(po številu prebivalcev)
- Szentes (31.082)
- Makó (25.619)
- Csongrád (18.937)
- Sándorfalva (7.887)
- Kistelek (7.573)
- Mindszent (7.382)
- Mórahalom (5.550)